# Utecha trivia
Utecha trivia – gatunek pluskwiaka z rodziny Ulopidae. Zamieszkuje palearktyczną Eurazję od Półwyspu Iberyjskiego po Azję Środkową.

## Taksonomia
Gatunek ten opisany został po raz pierwszy w 1821 roku przez Ernsta Friedricha Germara pod nazwą Ulopa trivia. W 1996 roku Aleksandr Jemielianow przeniósł go do nowego rodzaju Utecha, wyznaczając go jego gatunkiem typowym.
Jiři Dlabola w 1979 roku wprowadził podział tego gatunku na dwa podgatunki różniące się ubarwieniem:
- Utecha trivia elbursica (Dlabola, 1979)
- Utecha trivia trivia (Germar, 1821)

Do rodzaju Utecha zalicza się jeszcze tylko dwa gatunki, U. guadarramensis i U. lugens, przy czym status tego drugiego nie jest pewny i może on się okazać długoskrzydłą formą U. trivia.

## Morfologia
Pluskwiak o ciele długości od 2,5 do 3,8 mm, przy czym samice są większe od samców. Zarys ciała w widoku bocznym jest elipsowaty z równomiernie zakrzywioną częścią górną. Samice są ubarwione żółtawobrązowo z nieco ciemniejszym nakrapianiem. Samce są ciemniejsze od samic, ochrowe z szarawymi pokrywami; na tym tle mają dwa ciemne, szerokie, pofalowane znaki na ciemieniu położone blisko brązowych oczu, dwa słabiej zaznaczone paski na przedpleczu oraz trzy pary ciemnych przepasek na pokrywach, z których jedna biegnie przez międzykrywkę, a dwie kolejne, słabiej zaznaczone, odpowiednio wzdłuż żyłki radialnej i kubitalnej.
Głowa nie jest rozszerzona ku wierzchołkowi, a jej krawędzie boczne nie rozbiegają się wyraźnie ku przodowi. Brakuje kanciastych wypustek przedocznych. Przedustek jest wypukły, dłuższy niż szeroki. Frontoklipeus jest nabrzmiały, oddzielony od przedustka głęboką bruzdą, wyraźnie szerszy niż policzki mierzone poniżej oczu złożonych. Ciemię jest krótkie, o krawędzi przedniej szerszej niż tylnej, u samca szeroko kwadratowate, u samicy zaś półokrągłe. W widoku bocznym tylna krawędź przedplecza ma wcięcie w części tylno-brzusznej. Pokrywy jak i resztę ciała żłobi grube i głębokie punktowanie. Żyłki na pokrywach są wyraźnie uwypuklone. Odnóża są krótkie, pozbawione kolców.
Genitalia samca cechują się pygoforem o płatach bocznych pozbawionych dodatkowych wyrostków po stronie tylnej i zewnętrznej. Rurka analna jest niezmodyfikowana. Edeagus dzieli się na dwa trzony i ma w związku z tym dwa gonopory. Szerokości trzonów są większe niż odległość między nimi. Rozwarcie tych trzonów w widoku grzbietowym jest mniejsze niż u U. guadarramensis. Wierzchołki trzonów są skośnie ścięte i mają po krótkim, kolcowatym wyrostku przedwierzchołkowym. W widoku bocznym wierzchołkowa krawędź stylusa jest prosta.

## Ekologia i występowanie
Owad ten jest fitofagiem ssącym soki z roślin. Przypuszczalnie jego rośliną żywicielską jest żmijowiec zwyczajny lub konikleca czubata. Aktywny jest od kwietnia do października. Jest gatunkiem mało ruchliwym, jako że nie ma tylnych skrzydeł ani odnóży skocznych.
Gatunek palearktyczny. W Europie znany jest z Portugalii, Hiszpanii, Wielkiej Brytanii, Francji, Belgii, Holandii, Niemiec, Szwajcarii, Austrii, Włoch, Polski, Czech, Słowacji, Węgier, Ukrainy, Mołdawii, Rumunii, Bułgarii, Słowenii, Chorwacji, Czarnogóry, Serbii, Albanii, Macedonii Północnej, Grecji oraz europejskiej części Rosji. W Azji stwierdzono jego występowanie na Cyprze, w Turcji, Gruzji, Armenii, Azerbejdżanie, Kazachstanie, Izraelu i Palestynie i Iranie.